# Campeonato Mundial de Curling Masculino de 2008
El L Campeonato Mundial de Curling Masculino se celebró en Grand Forks (Estados Unidos) entre el 5 y el 13 de abril de 2008 bajo la organización de la Federación Mundial de Curling (WCF) y la Federación Estadounidense de Curling.
Las competiciones se realizaron en la Ralph Engelstad Arena de la ciudad estadounidense.

## Tabla de posiciones
| Pos | Equipo          | G  | P | G–P |
| --- | --------------- | -- | - | --- |
| 1   | Canadá          | 10 | 1 | –   |
| 2   | Escocia         | 8  | 3 | –   |
| 3   | China           | 7  | 4 | 1–0 |
| 4   | Noruega         | 7  | 4 | 0–1 |
| 5   | Francia         | 6  | 5 | –   |
| 6   | Australia       | 5  | 6 | 2–0 |
| 7   | Estados Unidos  | 5  | 6 | 1–1 |
| 8   | Alemania        | 5  | 6 | 0–2 |
| 9   | Dinamarca       | 4  | 7 | 1–0 |
| 10  | Suecia          | 4  | 7 | 0–1 |
| 11  | Suiza           | 3  | 8 | –   |
| 12  | República Checa | 2  | 9 | –   |

## Cuadro final
|  | Clasif. a semifinal | Clasif. a semifinal | Clasif. a semifinal |  |  | Semifinal | Semifinal |  |              | Final        | Final |
|  |                     |                     |                     |  |  |           |           |  |              |              |       |
|  | 1                   | Canadá              | 6                   |  |  |           |           |  |              |              |       |
|  | 2                   | Escocia             | 7                   |  |  |           |           |  |              | Escocia      | 3     |
|  |                     |                     |                     |  |  | Canadá    | 5         |  | Canadá       | 6            |       |
|  |                     | Noruega             | 4                   |  |  |           |           |  |              |              |       |
|  | 3                   | China               | 5                   |  |  |           |           |  | Tercer lugar | Tercer lugar |       |
|  | 4                   | Noruega             | 7                   |  |  |           |           |  |              |              |       |
|  |                     |                     |                     |  |  |           |           |  |              | China        | 3     |
|  |                     |                     |                     |  |  |           |           |  |              | Noruega      | 8     |

## Medallistas
| Evento    | Oro                                                                                 | Plata                                                                   | Bronce                                                                                          |
| --------- | ----------------------------------------------------------------------------------- | ----------------------------------------------------------------------- | ----------------------------------------------------------------------------------------------- |
| Masculino | Canadá · Kevin Martin · John Morris · Marc Kennedy · Benjamin Hebert · Adam Enright | Escocia David Murdoch Graeme Connal Peter Smith Euan Byers Peter Loudon | Noruega · Thomas Ulsrud · Torger Nergård · Christoffer Svae · Håvard Vad Petersson · Thomas Due |